# Sideroxylon st-johnianum
Espèce
Classification APG III (2009)
Statut de conservation UICN

 VU D2 : Vulnérable
Sideroxylon st-johnianum est une espèce de plantes à fleurs de la famille des Sapotaceae. C'est un arbre endémique des Îles Pitcairn.  
Elle est considérée comme vulnérable par l'Union internationale pour la conservation de la nature qui la cite sous le nom de Nesoluma st.-johnianum.

## Synonyme
- Nesoluma st-johnianum H.J.Lam & B.Meeuse  (et la graphie avec une coquille  Nesoluma st.-johnianum H.J.Lam & B.Meeuse )